# Habboûch
Habboûch (arabiska: حبوش) är en ort i Libanon.   Den ligger i guvernementet Nabatiye, i den sydvästra delen av landet, 50 kilometer söder om huvudstaden Beirut. Habboûch ligger 457 meter över havet och antalet invånare är 98 433.
Terrängen runt Habboûch är kuperad åt nordost, men åt sydväst är den platt. Runt Habboûch är det ganska tätbefolkat, med 160 invånare per kvadratkilometer.. Närmaste större samhälle är Sayda, 19,6 kilometer nordväst om Habboûch. 
Trakten runt Habboûch består i huvudsak av gräsmarker.